# Liste des volcans d'Asie
Ce qui suit est une liste de volcans actifs, endormis et éteints d'Asie.

## Afghanistan
| Nom                 | Altitude | Localisation                 | Dernière éruption |
| ------------------- | -------- | ---------------------------- | ----------------- |
| Dacht-i-Navar Group | 3 800 m  | 33° 57′ 00″ N, 67° 55′ 00″ E | Inconnue          |
| Vakak Group         | 3 190 m  | 34° 15′ 00″ N, 67° 58′ 12″ E | Inconnue          |

## Arabie saoudite
| Nom             | Altitude | Localisation                 | Dernière éruption |
| --------------- | -------- | ---------------------------- | ----------------- |
| Harrat ar Rahah | 1 660 m  | 27° 48′ 00″ N, 36° 10′ 12″ E |                   |
| Harrat Ithnayn  | 1 625 m  | 26° 34′ 48″ N, 40° 12′ 00″ E | Holocène          |
| Harrat Khaybar  | 2 093 m  | 25° 00′ 00″ N, 39° 55′ 12″ E | 650               |
| Harrat Kishb    | 1 475 m  | 22° 48′ 00″ N, 41° 22′ 48″ E | Holocène          |
| Harrat Lunayyir | 1 370 m  | 25° 10′ 12″ N, 37° 45′ 00″ E | 1000              |
| Harrat Rahat    | 1 744 m  | 23° 30′ 00″ N, 39° 28′ 12″ E | 1256              |
| Harrat 'Uwayrid | 1 900 m  | 27° 04′ 48″ N, 37° 15′ 00″ E | 640               |
| Jabal Yar       | 305 m    | 17° 03′ 00″ N, 42° 49′ 48″ E | 1810              |

## Arménie
| Nom             | Altitude  | Localisation                 | Dernière éruption |
| --------------- | --------- | ---------------------------- | ----------------- |
| Agmagan-Karadag | 3 560 m   | 40° 16′ 30″ N, 44° 45′ 00″ E | Inconnue          |
| Aragats         | 4 095 m   | 40° 55′ 00″ N, 44° 12′ 00″ E | Inconnue          |
| Dar-Alages      | 3 329 m   | 39° 42′ 00″ N, 45° 32′ 30″ E | -2500 ± 1000 ans  |
| Porak           | 2 800 m   | 40° 01′ 00″ N, 45° 47′ 00″ E | -778 ± 5 ans      |
| Tshouk-Karckar  | 3 000 m ? | 35° 44′ 00″ N, 46° 01′ 00″ E | -3000 ± 300 ans   |

## Birmanie
| Nom              | Altitude | Localisation                 | Dernière éruption |
| ---------------- | -------- | ---------------------------- | ----------------- |
| Lower Chindwin   | 385 m    | 22° 22′ 14″ N, 95° 01′ 07″ E | Inconnue          |
| Mont Popa        | 1 518 m  | 20° 55′ 13″ N, 95° 15′ 14″ E | en 442 apr. J.-C. |
| Plateau de Singu |          |                              | Inconnue          |

## Chine
| Nom                 | Altitude | Localisation                  | Dernière éruption |
| ------------------- | -------- | ----------------------------- | ----------------- |
| Honggeertu          | 1 700 m  | 41° 28′ 12″ N, 113° 00′ 00″ E | Holocène          |
| Jingpohu            |          |                               |                   |
| Keluo Group         |          |                               |                   |
| Kunlun Volc Group   | 5 808 m  | 35° 31′ 00″ N, 80° 12′ 00″ E  | mai 1951          |
| Leizhou Bandao      |          |                               |                   |
| Longgang Group      |          |                               |                   |
| Tengchong (volcan)  |          |                               |                   |
| Tianshan Volc Group |          | 42° 30′ 00″ N, 82° 30′ 00″ E  | 650 CE ± 50 ans   |
| Turfan (volcan)     |          | 42° 54′ 00″ N, 89° 15′ 00″ E  | 1120 ± 150 ans    |
| Wudalianchi         |          |                               |                   |

## Corée du Nord
| Nom          | Altitude | Localisation                  | Dernière éruption |
| ------------ | -------- | ----------------------------- | ----------------- |
| Baekdusan    | 2 744 m  | 41° 59′ 35″ N, 128° 04′ 37″ E | 1903              |
| Ch'uga-ryong | 752 m    | 38° 19′ 48″ N, 127° 19′ 48″ E | Holocene          |
| Xianjindao   |          |                               |                   |

## Corée du Sud
| Nom          | Altitude | Localisation                  | Dernière éruption |
| ------------ | -------- | ----------------------------- | ----------------- |
| Ch'uga-ryong | 752 m    | 38° 19′ 48″ N, 127° 19′ 48″ E | Holocène          |
| Halla        | 1 950 m  | 33° 22′ 12″ N, 126° 31′ 48″ E | 1007              |
| Ulreung      | 984 m    | 37° 30′ 00″ N, 130° 52′ 12″ E | 7350 av. J.-C.    |
| Dokdo        | 169 m    | 37° 08′ 24″ N, 131° 31′ 12″ E | Cénozoïque        |

## Géorgie
| Nom                | Altitude | Localisation                 | Dernière éruption  |
| ------------------ | -------- | ---------------------------- | ------------------ |
| Kabargin Oth Group | 3 650 m  | 42° 31′ 38″ N, 44° 00′ 20″ E | Inconnue           |
| Mont Kazbek        | 5 047 m  | 42° 41′ 49″ N, 44° 31′ 07″ E | env. 750 av. J.-C. |

## Inde
| Nom       | Altitude | Localisation                 | Dernière éruption |
| --------- | -------- | ---------------------------- | ----------------- |
| Barren    | 354 m    | 12° 16′ 40″ N, 93° 51′ 30″ E | 2005              |
| Narcondam | 710 m    | 13° 26′ 00″ N, 94° 15′ 00″ E | 2005              |

## Indonésie
| Nom          | Altitude | Localisation        | Dernière éruption |
| ------------ | -------- | ------------------- | ----------------- |
| Ambang       |          |                     |                   |
| Amasing      | 1 030 m  | Bacan               | inconnue          |
| Banda Api    |          |                     |                   |
| Batu Tara    | 748 m    | Florès              | 2008              |
| Bibnoi       | 900 m    | Bacan               | inconnue          |
| Colo         | 507 m    | Una-Una             | 1983              |
| Iliboleng    | 1 659 m  | Adonara             | 1993              |
| Ililabalekan |          |                     |                   |
| Iliwerung    | 1 018 m  | Lembata             | 1999              |
| Karangetang  | 1 984 m  | Siau                | 2008              |
| Klabat       | 1 995 m  | Sulawesi du Nord    |                   |
| Krakatoa     | 813 m    | Détroit de la Sonde | 1997              |
| Lewotolo     | 1 423 m  | Lembata             | 1951              |
| Mahawu       | 1 324 m  | Sulawesi du Nord    | 1977              |
| Manuk        |          |                     |                   |
| Nila         |          |                     |                   |
| Rakata       |          |                     |                   |
| Rokatenda    |          |                     |                   |
| Sangeang Api |          |                     |                   |
| Sempu        |          |                     |                   |
| Serua        |          |                     |                   |
| Sirung       |          |                     |                   |
| Soputan      |          |                     |                   |
| Teon         |          |                     |                   |
| Tongkoko     |          |                     |                   |
| Wurlali      |          |                     |                   |

Halmahera
| Nom            | Altitude | Localisation | Dernière éruption |
| -------------- | -------- | ------------ | ----------------- |
| Dukono         |          |              |                   |
| Gamalama       |          |              |                   |
| Mont Gamkonora |          |              |                   |
| Hiri           |          |              |                   |
| Ibu            |          |              |                   |
| Jailolo        |          |              |                   |
| Mare           |          |              |                   |
| Moti           |          |              |                   |
| Tarakan        |          |              |                   |
| Tidore         |          |              |                   |
| Tigalalu       |          |              |                   |
| Tobaru         |          |              |                   |
| Todoko-Ranu    |          |              |                   |

Java
| Nom                 | Altitude | Localisation | Dernière éruption          |
| ------------------- | -------- | ------------ | -------------------------- |
| Arjuno-Welirang     |          |              |                            |
| Baluran             |          |              |                            |
| Ciremai (ou Cereme) |          |              |                            |
| Danau Complex       |          |              |                            |
| Dieng               |          |              |                            |
| Galunggung          |          |              |                            |
| Mont Gede           |          |              |                            |
| Ijen                |          |              |                            |
| Iyang-Argapura      |          |              |                            |
| Guntur              |          |              |                            |
| Karang              |          |              |                            |
| Kamojang            |          |              |                            |
| Karaha              |          |              |                            |
| Kawi-Butak          |          |              |                            |
| Kelut               | 1731     |              | en cours depuis le 3/11/07 |
| Kendang             |          |              |                            |
| Kiabares-Gagak      |          |              |                            |
| Lamongan            |          |              |                            |
| Lawu                |          |              |                            |
| Lurus               |          |              |                            |
| Malabar             |          |              |                            |
| Melang Plain        |          |              |                            |
| Merbabu             |          |              |                            |
| Merapi              |          |              |                            |
| Papandayan          |          |              |                            |
| Patuha              |          |              |                            |
| Penanggungan        |          |              |                            |
| Perbakti            |          |              |                            |
| Raung               |          |              |                            |
| Salak               |          |              |                            |
| Semeru              |          |              |                            |
| Slamet              | 3 428 m  |              |                            |
| Sumbing             |          |              |                            |
| Sundoro             |          |              |                            |
| Talagabodas         |          |              |                            |
| Tampomas            |          |              |                            |
| Tangkuban Parahu    |          |              |                            |
| Telomoyo            |          |              |                            |
| Tengger             |          |              |                            |
| Ungaran             |          |              |                            |
| Wayang-Windu        |          |              |                            |
| Wilis               |          |              |                            |

Petites îles de la Sonde
| Nom              | Altitude | Localisation | Dernière éruption |
| ---------------- | -------- | ------------ | ----------------- |
| Agung            |          |              |                   |
| Batur            |          |              |                   |
| Bratan           |          |              |                   |
| Ebulobo          |          |              |                   |
| Egon             |          |              |                   |
| Ilimuda          |          |              |                   |
| Inielika         |          |              |                   |
| Inierie          |          |              |                   |
| Iya              |          |              |                   |
| Kelimutu         |          |              |                   |
| Leroboleng       |          |              |                   |
| Lewotobi         |          |              |                   |
| Ndete Napu       |          |              |                   |
| Poco Leok        |          |              |                   |
| Ranakah          |          |              |                   |
| Riang Kotang     |          |              |                   |
| Rinjani          |          |              |                   |
| Sukaria Caldeira |          |              |                   |
| Tambora          | 2 850 m  |              | 1967              |
| Wai Sano         |          |              |                   |

Sumatra
| Nom               | Altitude | Localisation | Dernière éruption |
| ----------------- | -------- | ------------ | ----------------- |
| Belirang-Beriti   |          |              |                   |
| Besar             |          |              |                   |
| Bukit Daun        |          |              |                   |
| Bukit Lumut Balai |          |              |                   |
| Dempo             |          |              |                   |
| Geureudong        |          |              |                   |
| Gunung Tujuh      |          |              |                   |
| Helatoba-Tarutung |          |              |                   |
| Hulubelu          |          |              |                   |
| Hutapanjang       |          |              |                   |
| Imun              |          |              |                   |
| Kaba              |          |              |                   |
| Kembar            |          |              |                   |
| Kerinci           |          |              |                   |
| Kunyit            |          |              |                   |
| Lubukraya         |          |              |                   |
| Marapi            | 2 891 m  |              |                   |
| Patah             |          |              |                   |
| Pendan            |          |              |                   |
| Peuet Sague       |          |              |                   |
| Pulau Weh         |          |              |                   |
| Rajabasu          |          |              |                   |
| Ranau             |          |              |                   |
| Sarik-Gajah       |          |              |                   |
| Sekincau Belirang |          |              |                   |
| Seluwah Agam      |          |              |                   |
| Sibayak           |          |              |                   |
| Sibualbuali       |          |              |                   |
| Sinabung          |          |              |                   |
| Sorikmarapi       |          |              |                   |
| Sumbing           |          |              |                   |
| Suoh              |          |              |                   |
| Talakmau          |          |              |                   |
| Talang            |          |              |                   |
| Tandikat          |          |              |                   |
| Toba              |          |              |                   |

## Iran
| Nom              | Altitude | Localisation                 | Dernière éruption |
| ---------------- | -------- | ---------------------------- | ----------------- |
| Bazman           | 3 490 m  | 28° 07′ 00″ N, 60° 00′ 00″ E | Inconnue          |
| Damavand         | 5 672 m  | 35° 57′ 21″ N, 52° 06′ 31″ E | Inconnue          |
| Qal'eh Hasan Ali |          | 29° 40′ 00″ N, 57° 57′ 00″ E | Inconnue          |
| Sabalan          | 3 707 m  | 38° 16′ 01″ N, 47° 50′ 13″ E | Inconnue          |
| Sahand           | 4 811 m  | 37° 43′ 48″ N, 46° 30′ 00″ E | Inconnue          |
| Taftan           | 3 941 m  | 28° 36′ 00″ N, 61° 07′ 57″ E | Inconnue          |

## Japon
Hokkaidō
| Nom               | Altitude | Localisation                  | Dernière éruption             |
| ----------------- | -------- | ----------------------------- | ----------------------------- |
| Akan              | 1 499 m  | 43° 23′ 02″ N, 144° 00′ 47″ E | 26 novembre - 2 décembre 2008 |
| Daisetsu          | 2 290 m  | 43° 39′ 00″ N, 142° 51′ 00″ E | 1739                          |
| E San             | 618 m    | 41° 48′ 17″ N, 141° 09′ 58″ E | juin 1874                     |
| Komaga Take       | 1 637 m  | 39° 45′ 00″ N, 140° 48′ 00″ E | 1971                          |
| Kutcharo          |          |                               |                               |
| Kuttara           | 581 m    | 42° 29′ 20″ N, 141° 09′ 47″ E |                               |
| Mashu             | 855 m    | 43° 34′ 12″ N, 144° 33′ 54″ E |                               |
| Nigorigawa        | 356 m    | 42° 02′ 12″ N, 140° 27′ 00″ E | Pléistocène                   |
| Mont Nipesotsu    | 2 013 m  | 43° 27′ 11″ N, 143° 02′ 10″ E | 1899                          |
| Niseko            | 1 154 m  | 42° 52′ 48″ N, 140° 37′ 48″ E | -4500                         |
| Oshima Oshima     | 737 m    | 41° 30′ 00″ N, 139° 22′ 12″ E | 1790                          |
| Rausu             | 1 660 m  | 44° 04′ 23″ N, 145° 07′ 34″ E | 1880                          |
| Rishiri           | 1 721 m  | 45° 10′ 48″ N, 141° 15′ 00″ E | -5830                         |
| Shikotsu          | 1 320 m  | 42° 42′ 00″ N, 141° 19′ 48″ E | Holocène                      |
| Shiretoko Iwo Zan | 1 254 m  | 44° 14′ 09″ N, 145° 16′ 26″ E | -200000                       |
| Shiribetsu        | 1 107 m  | 42° 46′ 01″ N, 140° 54′ 58″ E | Holocène                      |
| Tokachi           |          |                               |                               |
| Usu (volcan)      |          |                               |                               |
| Yotei             | 1 898 m  | 42° 30′ 00″ N, 140° 48′ 00″ E | -1050                         |

Honshū
| Nom                 | Altitude | Localisation                  | Dernière éruption |
| ------------------- | -------- | ----------------------------- | ----------------- |
| Abu                 | 571 m    | 34° 30′ 00″ N, 131° 36′ 00″ E |                   |
| Adatara             | 1 718 m  | 37° 37′ 12″ N, 140° 16′ 48″ E | 1990              |
| Akagi               | 1 828 m  | 36° 31′ 48″ N, 139° 10′ 48″ E |                   |
| Akita-Komaga-Take   | 1 637 m  | 39° 45′ 00″ N, 140° 48′ 00″ E | 1971              |
| Akita-Yake-Yama     | 1 366 m  | 39° 58′ 12″ N, 140° 46′ 12″ E | 1997              |
| Asama               | 2 544 m  | 36° 14′ 24″ N, 138° 18′ 36″ E | 2009              |
| Mont Issaikyō       | 1 949 m  | 37° 44′ 07″ N, 140° 14′ 40″ E | 1977              |
| Mont Bandai         | 1 819 m  | 37° 36′ 00″ N, 140° 04′ 48″ E | 1888              |
| Chokai              | 2 237 m  | 39° 04′ 48″ N, 140° 01′ 48″ E | 1974              |
| Mont Fuji           | 3 776 m  | 35° 21′ 29″ N, 138° 43′ 52″ E | 1707              |
| Hachimantai         | 1 614 m  | 39° 57′ 00″ N, 140° 51′ 00″ E |                   |
| Hakkoda Group       | 1 585 m  | 40° 39′ 22″ N, 140° 52′ 52″ E | 1997              |
| Hakone              | 1 438 m  | 35° 13′ 12″ N, 139° 01′ 12″ E | -950 ± 100 ans    |
| Mont Haku           | 2 701 m  | 36° 09′ 00″ N, 136° 46′ 48″ E | 1659              |
| Haruna              | 1 449 m  | 36° 28′ 12″ N, 138° 52′ 48″ E | 550 ± 10 ans      |
| Hiriori             | 516 m    | 38° 36′ 22″ N, 140° 10′ 41″ E | -8300 ± 1000 ans  |
| Hiuchi              | 2 346 m  | 36° 57′ 00″ N, 139° 16′ 48″ E | 1544              |
| Mont Iwaki          | 1 625 m  | 40° 39′ 00″ N, 140° 18′ 00″ E | 1863              |
| Mont Iwate          | 2 041 m  | 39° 51′ 00″ N, 141° 00′ 14″ E | 1919              |
| Izu-Tobu            | 1 406 m  | 34° 55′ 12″ N, 139° 07′ 12″ E | 1989              |
| Kanpu               | 355 m    | 39° 55′ 48″ N, 139° 52′ 48″ E | -750              |
| Kurikoma            | 1 628 m  | 38° 57′ 00″ N, 140° 46′ 48″ E | 1950              |
| Kusatsu-Shirane     | 2 160 m  | 36° 37′ 48″ N, 138° 33′ 00″ E | 1989              |
| Megata              | 291 m    | 39° 57′ 00″ N, 139° 43′ 48″ E | -2050             |
| Mutsu-Hiuchi-Dake   | 781 m    | 41° 25′ 48″ N, 141° 04′ 12″ E | Pléistocène       |
| Myoko               | 2 454 m  | 36° 52′ 48″ N, 138° 07′ 12″ E | -2360 ± 150 ans   |
| Nantai              | 2 484 m  | 36° 46′ 12″ N, 139° 30′ 00″ E |                   |
| Narugo              | 462 m    | 38° 43′ 48″ N, 140° 43′ 48″ E | 837               |
| Nasu                | 1 917 m  | 37° 07′ 12″ N, 139° 58′ 12″ E | 1963              |
| Niigata-Yake-Yama   | 2 400 m  | 36° 55′ 12″ N, 138° 01′ 48″ E | 1998              |
| Nikko-Shirane       | 2 578 m  | 36° 48′ 00″ N, 139° 24′ 00″ E | 1890              |
| Norikura            | 3 026 m  | 36° 07′ 12″ N, 137° 33′ 00″ E | -6870 ± 500 ans   |
| Numazawa            | 1 100 m  | 37° 25′ 48″ N, 139° 34′ 48″ E | -2980 ± 150 ans   |
| Oki-Dogo            | 151 m    | 36° 10′ 12″ N, 133° 19′ 48″ E |                   |
| Omanago Group       | 2 367 m  | 36° 46′ 48″ N, 139° 30′ 00″ E |                   |
| On-Take             | 3 063 m  | 35° 53′ 24″ N, 137° 28′ 48″ E | 1980              |
| Osore-Yama          | 879 m    | 41° 19′ 12″ N, 141° 04′ 48″ E | 1787              |
| Sanbe               | 1 126 m  | 35° 07′ 48″ N, 132° 37′ 12″ E | -1760 ± 150 ans   |
| Shiga (volcan)      | 2 036 m  | 36° 42′ 00″ N, 138° 31′ 12″ E |                   |
| Takahara            | 1 795 m  | 36° 54′ 00″ N, 139° 46′ 48″ E | -4570             |
| Tate-Yama           | 2 621 m  | 36° 34′ 12″ N, 137° 36′ 00″ E | 1858              |
| Tateshina           | 2 530 m  | 36° 06′ 00″ N, 138° 18′ 00″ E |                   |
| Towada (volcan)     | 1 159 m  | 40° 28′ 12″ N, 140° 55′ 12″ E | 915               |
| Washiba-Kumonotaira | 2 924 m  | 36° 24′ 29″ N, 137° 35′ 39″ E | -4000             |
| Yake-Dake           | 2 455 m  | 36° 13′ 26″ N, 138° 35′ 24″ E | 1995              |
| Zao (volcan)        | 1 841 m  | 38° 09′ 00″ N, 140° 27′ 00″ E | 1940              |

Archipel d'Izu
| Nom         | Altitude | Localisation                  | Dernière éruption |
| ----------- | -------- | ----------------------------- | ----------------- |
| Aogashima   | 423 m    | 32° 27′ 00″ N, 139° 46′ 12″ E | 1785              |
| Hachijōjima | 854 m    | 33° 07′ 48″ N, 139° 46′ 12″ E | 1707              |
| Kozushima   | 574 m    | 34° 13′ 12″ N, 139° 09′ 00″ E | 838               |
| Mikurajima  | 851 m    | 33° 52′ 16″ N, 139° 36′ 18″ E | -3450             |
| Miyakejima  | 813 m    | 34° 04′ 43″ N, 139° 31′ 46″ E | 2010              |
| Niijima     | 432 m    | 34° 22′ 12″ N, 139° 16′ 12″ E | 886               |
| Izu Ōshima  | 758 m    | 34° 43′ 12″ N, 139° 22′ 48″ E | 1990              |
| Toshima     | 508 m    | 34° 31′ 12″ N, 139° 16′ 48″ E | -4050             |
| Torishima   | 403 m    | 30° 28′ 48″ N, 140° 19′ 12″ E | 2002              |

Kyūshū
| Nom                      | Altitude | Localisation                  | Dernière éruption |
| ------------------------ | -------- | ----------------------------- | ----------------- |
| Mont Aso                 | 1 592 m  | 32° 52′ 52″ N, 131° 06′ 22″ E | 2004              |
| Champ volcanique Ibusuki | 922 m    | 31° 13′ 12″ N, 130° 34′ 12″ E | 885               |
| Monts Kirishima          | 1 700 m  | 31° 55′ 52″ N, 130° 51′ 50″ E | 2011              |
| Kuju                     | 1 791 m  | 33° 04′ 59″ N, 131° 15′ 04″ E | 1996              |
| Sakurajima               | 1 117 m  | 31° 35′ 06″ N, 130° 39′ 25″ E | 2013              |
| Sumiyoshi-Ike            | 100 m    | 31° 46′ 05″ N, 130° 35′ 38″ E | 4550              |
| Tsurumi                  | 1 584 m  | 33° 16′ 48″ N, 131° 25′ 55″ E | 867               |
| Mont Unzen               | 1 500 m  | 32° 45′ 25″ N, 130° 17′ 38″ E | 1996              |

Archipel d'Ogasawara
| Nom           | Altitude | Localisation                  | Dernière éruption |
| ------------- | -------- | ----------------------------- | ----------------- |
| Iwo Jima      | 169 m    | 24° 47′ 00″ N, 141° 19′ 00″ E | 1997              |
| Kitaiwo Jima  | 792 m    | 25° 26′ 05″ N, 141° 16′ 51″ E |                   |
| Nishino-Shima | 38 m     | 27° 16′ 26″ N, 140° 52′ 55″ E | 2014              |

Îles Ryūkyū
| Nom               | Altitude | Localisation                  | Dernière éruption |
| ----------------- | -------- | ----------------------------- | ----------------- |
| Akuseki-jima      | 586 m    | 29° 27′ 00″ N, 129° 36′ 00″ E | Inconnue          |
| Iriomote-jima     | 200 m    | 24° 33′ 29″ N, 124° 00′ 00″ E | 1924              |
| Iwo-Tori-Shima    | 212 m    | 27° 52′ 37″ N, 128° 13′ 26″ E | 1968              |
| Kikaï             | 704 m    | 30° 47′ 20″ N, 130° 18′ 29″ E | 2004              |
| Kuchino-shima     | 629 m    | 29° 58′ 00″ N, 129° 55′ 00″ E |                   |
| Kuchinoerabu-jima | 649 m    | 30° 25′ 48″ N, 130° 13′ 12″ E | 1999              |
| Nakano-Shima      | 979 m    | 29° 51′ 00″ N, 129° 52′ 12″ E | 1949              |
| Suwanose-jima     | 799 m    | 29° 31′ 48″ N, 129° 43′ 12″ E | 2007              |

## Mongolie
| Nom                  | Altitude | Localisation                  | Dernière éruption |
| -------------------- | -------- | ----------------------------- | ----------------- |
| Bus-Obo              | 1 162 m  | 47° 07′ 12″ N, 109° 04′ 48″ E | Holocène          |
| Dariganga Volc Field | 1 778 m  | 45° 19′ 48″ N, 114° 00′ 00″ E | Holocène          |
| Khanuy Gol           | 1 886 m  | 48° 40′ 12″ N, 102° 45′ 00″ E | Holocène          |
| Middle Gobi          | 1 120 m  | 45° 16′ 48″ N, 106° 42′ 00″ E | Holocène          |
| Taryatu-Chulutu      | 2 400 m  | 48° 10′ 12″ N, 99° 42′ 00″ E  | -2980             |

## Philippines
Îles Babuyan
| Nom                   | Altitude | Localisation                  | Dernière éruption |
| --------------------- | -------- | ----------------------------- | ----------------- |
| Babuyan Claro         | 712 m    | 19° 31′ 24″ N, 121° 56′ 24″ E | 1917              |
| Camiguin de Babuyanes | 712 m    | 18° 50′ 00″ N, 121° 51′ 36″ E | 1857              |
| Didicas               | 843 m    | 19° 02′ 24″ N, 121° 07′ 12″ E | 1978              |

Îles Batan
| Nom   | Altitude | Localisation                  | Dernière éruption |
| ----- | -------- | ----------------------------- | ----------------- |
| Iraya | 1 009 m  | 20° 27′ 59″ N, 122° 00′ 42″ E | 1454 ?            |

Luçon
| Nom                   | Altitude | Localisation                  | Dernière éruption |
| --------------------- | -------- | ----------------------------- | ----------------- |
| Ambalatungan Group    |          |                               |                   |
| Amorong               |          |                               |                   |
| Arayat                |          |                               |                   |
| Banahaw               |          |                               |                   |
| Bulusan               |          |                               |                   |
| Cagua                 |          |                               |                   |
| Isarog                |          |                               |                   |
| Iriga                 |          |                               |                   |
| Jalajala              |          |                               |                   |
| Labo                  |          |                               |                   |
| Laguna Volcanic Field |          |                               |                   |
| Malinao (volcan)      |          |                               |                   |
| Malinding             |          |                               |                   |
| Makiling              |          |                               |                   |
| Mariveles             |          |                               |                   |
| Masaraga              |          |                               |                   |
| Mayon                 |          |                               |                   |
| Natib                 |          |                               |                   |
| Panay                 |          |                               |                   |
| Patoc                 |          |                               |                   |
| Pinatubo              | 1 486 m  | 15° 07′ 48″ N, 120° 21′ 00″ E | 1993              |
| Pocdol mountains      |          |                               |                   |
| Santo Tomas           |          |                               |                   |
| Taal                  | 400 m    | 14° 00′ 07″ N, 120° 59′ 35″ E | 1977              |

Mindanao
| Nom           | Altitude | Localisation | Dernière éruption |
| ------------- | -------- | ------------ | ----------------- |
| Apo           |          |              |                   |
| Balatocan     |          |              |                   |
| Balut         |          |              |                   |
| Calayo        |          |              |                   |
| Camiguin      |          |              |                   |
| Hibok-Hibok   |          |              |                   |
| Kalatungan    |          |              |                   |
| Latukan       |          |              |                   |
| Leonard Range |          |              |                   |
| Makaturung    |          |              |                   |
| Malindang     |          |              |                   |
| Matumtum      |          |              |                   |
| Paco          |          |              |                   |
| Parker        |          |              |                   |
| Ragang        |          |              |                   |

Îles de Sulu
| Nom      | Altitude | Localisation                 | Dernière éruption |
| -------- | -------- | ---------------------------- | ----------------- |
| Bud Dajo | 620 m    | 6° 00′ 48″ N, 121° 03′ 24″ E | Inconnue          |

Visayas
| Nom               | Altitude | Localisation | Dernière éruption |
| ----------------- | -------- | ------------ | ----------------- |
| Biliran           |          |              |                   |
| Cuernos de Negros |          |              |                   |
| Cabalían          |          |              |                   |
| Kanlaon           |          |              |                   |
| Mahagnoa          |          |              |                   |
| Mandalagan        |          |              |                   |
| Silay             |          |              |                   |

## Russie
La Russie s'étend entre l'Asie et l'Europe, mais la grande majorité des volcans de ce pays se trouve du côté asiatique.
| Nom               | Altitude | Localisation                  | Dernière éruption |
| ----------------- | -------- | ----------------------------- | ----------------- |
| Azas Plateau      | 2 765 m  | 53° 31′ 48″ N, 98° 36′ 00″ E  |                   |
| Balagan-Tas       | 993 m    | 66° 25′ 48″ N, 143° 43′ 48″ E | 1775              |
| Elbrouz           | 5 642 m  | 43° 21′ 18″ N, 42° 26′ 21″ E  | 50 ± 50 ans       |
| Oka Plateau       | 2 077 m  | 53° 42′ 00″ N, 98° 58′ 48″ E  |                   |
| Sikhote-Aline     | 2 077 m  | 47° 00′ 00″ N, 137° 30′ 00″ E | Holocène          |
| Tunkin Depression | 1 200 m  | 51° 30′ 00″ N, 102° 30′ 00″ E | Holocène          |
| Udokan Plateau    | 2 180 m  | 56° 16′ 48″ N, 117° 46′ 12″ E | -220              |

Kamtchatka
| Nom                 | Altitude | Localisation                  | Dernière éruption |
| ------------------- | -------- | ----------------------------- | ----------------- |
| Akademia Naouk      |          |                               |                   |
| Akhtang             |          |                               |                   |
| Alney-Chashakondzha |          |                               |                   |
| Alngey              |          |                               |                   |
| Anaun               |          |                               |                   |
| Asacha              |          |                               |                   |
| Atlassova           |          |                               |                   |
| Avatchinski         |          |                               |                   |
| Bakening            |          |                               |                   |
| Barkhatnaya Sopka   |          |                               |                   |
| Belenkaya           |          |                               |                   |
| Bely                |          |                               |                   |
| Bezymianny          | 2 882 m  | 55° 58′ 21″ N, 160° 35′ 46″ E | 2009              |
| Bliznets            |          |                               |                   |
| Boleshe-Bannaya     |          |                               |                   |
| Bolshoi Palyapan    |          |                               |                   |
| Bolshoi Semiachik   |          |                               |                   |
| Bolshoi-Kekuknaysky |          |                               |                   |
| Cherny              |          |                               |                   |
| Cherpuk Group       |          |                               |                   |
| Chiveloutch         |          |                               |                   |
| Diky Greben         |          |                               |                   |
| Dzenzursky          |          |                               |                   |
| Eggella             |          |                               |                   |
| Elovsky             |          |                               |                   |
| Fedotych            |          |                               |                   |
| Gamtchien           |          |                               |                   |
| Geodesistoï         |          |                               |                   |
| Golaya              |          |                               |                   |
| Goreli              |          |                               |                   |
| Gorny Institout     |          |                               |                   |
| Ichinsky            |          |                               |                   |
| Iettunup            |          |                               |                   |
| Iktunup             |          |                               |                   |
| Ilyinski            |          |                               |                   |
| Kaileney            |          |                               |                   |
| Kambalny            |          |                               |                   |
| Kamen (volcan)      | 4 585 m  | 56° 01′ 12″ N, 160° 35′ 35″ E | Inconnue          |
| Karymski            |          |                               |                   |
| Kebeney             |          |                               |                   |
| Kekurny             |          |                               |                   |
| Kell                |          |                               |                   |
| Khangar             |          |                               |                   |
| Khodoutka           |          |                               |                   |
| Kikhpinych          |          |                               |                   |
| Kizimen             |          |                               |                   |
| Klioutchevskoï      | 4 835 m  | 56° 03′ 18″ N, 160° 37′ 54″ E | 2012              |
| Komarov             |          |                               |                   |
| Koriakski           |          |                               |                   |
| Koshelev            |          |                               |                   |
| Kostakan            |          |                               |                   |
| Kozyrevsky          |          |                               |                   |
| Krainy              |          |                               |                   |
| Krasheninnikov      |          |                               |                   |
| Kronotski           |          |                               |                   |
| Ksoudach            |          |                               |                   |
| Kulkev              |          |                               |                   |
| Lac Kourile[Quoi ?] |          |                               |                   |
| Leutongey           |          |                               |                   |
| Maly Payalpan       |          |                               |                   |
| Maly Semiatchik     |          |                               |                   |
| Mashkovtsev         |          |                               |                   |
| Mezhdusopochny      |          |                               |                   |
| Moutnovski          |          |                               |                   |
| Olkoviy             |          |                               |                   |
| Opala               |          |                               |                   |
| Ostanets            |          |                               |                   |
| Ostry               |          |                               |                   |
| Otdelniy            |          |                               |                   |
| Ozernoï             |          |                               |                   |
| Piratkovsky         |          |                               |                   |
| Plosky              |          |                               |                   |
| Plosky Volc Group   |          |                               |                   |
| Pogranychny         |          |                               |                   |
| Romanovka           |          |                               |                   |
| Schmidt (volcan)    |          |                               |                   |
| Sedankinsky         |          |                               |                   |
| Severny (volcan)    |          |                               |                   |
| Shishel             |          |                               |                   |
| Snegovoy            |          |                               |                   |
| Snezhniy            |          |                               |                   |
| Taunshits           |          |                               |                   |
| Titila              |          |                               |                   |
| Tolbatchik          |          |                               |                   |
| Tolmatchev Dol      |          |                               |                   |
| Tundroviy           |          |                               |                   |
| Tuzovsky            |          |                               |                   |
| Udina               |          |                               |                   |
| Uka                 |          |                               |                   |
| Uksichan            |          |                               |                   |
| Ouchkovski          |          |                               |                   |
| Uzon                |          |                               |                   |
| Veer                |          |                               |                   |
| Verkhovoy           |          |                               |                   |
| Vilioutchik         |          |                               |                   |
| Visokiy             |          |                               |                   |
| Voyampolsky         |          |                               |                   |
| Vysoky              |          |                               |                   |
| Zaozerny            |          |                               |                   |
| Zavaritsky          |          |                               |                   |
| Zimina              |          |                               |                   |
| Zheltovsky          |          |                               |                   |
| Zhupanovsky         |          |                               |                   |

Îles Kouriles
| Nom                   | Altitude | Localisation | Dernière éruption |
| --------------------- | -------- | ------------ | ----------------- |
| Alaid                 |          |              |                   |
| Atsonopuri            |          |              |                   |
| Baransky              |          |              |                   |
| Berutarube            |          |              |                   |
| Bogotayr Ridge        |          |              |                   |
| Tchirinkotan          |          |              |                   |
| Chirip                |          |              |                   |
| Demon (volcan)        |          |              |                   |
| Ebeko                 |          |              |                   |
| Ekarma                |          |              |                   |
| Fuss Peak             |          |              |                   |
| Golets-Tronyi Group   |          |              |                   |
| Golovnin              |          |              |                   |
| Goriaschaia Sopka     |          |              |                   |
| Grozny Group          |          |              |                   |
| Ivao Group            |          |              |                   |
| Karpinsky Group       |          |              |                   |
| Ketoï                 |          |              |                   |
| Kharimkotan           |          |              |                   |
| Kolokol Group         |          |              |                   |
| Kuntomintar           |          |              |                   |
| Lomonsov Group        |          |              |                   |
| Lvinaya Past          |          |              |                   |
| Medvezhia             |          |              |                   |
| Mendeleev             |          |              |                   |
| Milne                 |          |              |                   |
| Neme Peak             |          |              |                   |
| Prevo Peak            |          |              |                   |
| Raikoke               |          |              |                   |
| Rasshua               |          |              |                   |
| Rudakov               |          |              |                   |
| Sarychev Peak         |          |              |                   |
| Shirinki              |          |              |                   |
| Sinarka               |          |              |                   |
| Smirnov               |          |              |                   |
| Caldeira de Tao-Rusyr |          |              |                   |
| Tchikouratchki        |          |              |                   |
| Tchirinkotan          |          |              |                   |
| Île Tchirpoï          |          |              |                   |
| Tri Sestry            |          |              |                   |
| Tyatya                |          |              |                   |
| Urataman              |          |              |                   |
| Ushishur              |          |              |                   |
| Vernadskii Ridge      |          |              |                   |
| Zavaritski Caldeira   |          |              |                   |

## Syrie
| Nom            | Altitude | Localisation                 | Dernière éruption |
| -------------- | -------- | ---------------------------- | ----------------- |
| Al-Safa        | 979 m    | 33° 01′ 48″ N, 37° 12′ 00″ E | 1850 ± 10 ans     |
| Sharat Kovekab | 534 m    | 36° 32′ 24″ N, 40° 51′ 36″ E | Holocène          |

## Taïwan
| Nom         | Altitude | Localisation | Dernière éruption |
| ----------- | -------- | ------------ | ----------------- |
| Kueishanto  |          |              |                   |
| Pengchiahsu |          |              |                   |
| Tatun Group |          |              |                   |

## Turquie
| Nom              | Altitude | Localisation                 | Dernière éruption |
| ---------------- | -------- | ---------------------------- | ----------------- |
| Açıkgöl-Nevşehir | 1 689 m  | 38° 32′ 28″ N, 34° 37′ 13″ E | 2080 BC ± 200 ans |
| Mont Ararat      | 5 165 m  | 39° 42′ 07″ N, 44° 17′ 54″ E | 1840              |
| Erciyes Dağı     | 3 916 m  | 38° 31′ 50″ N, 35° 27′ 00″ E | 253 av. J.-C. ?   |
| Girekol          |          | 39° 10′ 12″ N, 43° 19′ 48″ E | Holocène          |
| Göllü Dağ        | 2 143 m  | 38° 15′ 35″ N, 34° 33′ 00″ E | Inconnue          |
| Hasan Dağı       | 3 253 m  | 38° 07′ 35″ N, 34° 09′ 55″ E | 6200 av. J.-C.    |
| Karaca Dağ       | 1 957 m  | 37° 40′ 12″ N, 39° 49′ 48″ E | Inconnue          |
| Karapınar Field  | 1 302 m  | 37° 40′ 12″ N, 33° 39′ 00″ E | Inconnue          |
| Kars Plateau     |          |                              |                   |
| Kula (volcan)    | 750 m    | 38° 34′ 38″ N, 28° 31′ 12″ E | Inconnue          |
| Nemrut           | 2 948 m  | 38° 37′ 20″ N, 42° 14′ 48″ E | 13 avril 1692     |
| Süphan Dağı      | 4 158 m  | 38° 55′ 31″ N, 42° 49′ 28″ E | 8050 av. J.C.     |
| Tendürek Dağı    | 3 584 m  | 39° 21′ 14″ N, 43° 51′ 59″ E | 1855              |

## Viêt Nam
| Nom             | Altitude | Localisation                  | Dernière éruption |
| --------------- | -------- | ----------------------------- | ----------------- |
| Bas Dong Nai    | 392 m    | 10° 48′ 00″ N, 107° 12′ 00″ E | Holocène          |
| Cu-Lao Re Group | 181 m    | 15° 22′ 48″ N, 109° 07′ 12″ E | Holocène          |
| Haut Dong Nai   | 1 000 m  | 11° 36′ 00″ N, 108° 12′ 00″ E | Holocène          |
| Toroeng Prong   | 800 m    | 14° 55′ 48″ N, 108° 00′ 00″ E | Holocène          |

## Yémen
| Nom               | Altitude | Localisation                 | Dernière éruption |
| ----------------- | -------- | ---------------------------- | ----------------- |
| Bir Borhut        |          | 15° 33′ 00″ N, 50° 37′ 48″ E | 905               |
| Harra es-Sawad    | 1 737 m  | 13° 34′ 48″ N, 46° 07′ 12″ E | 1253              |
| Harra of Arhab    | 3 100 m  | 15° 37′ 48″ N, 44° 04′ 48″ E | 500               |
| Harra of Bal Haf  | 233 m    | 14° 03′ 00″ N, 48° 19′ 48″ E | Holocène          |
| Harras of Dhamar  | 3 500 m  | 14° 34′ 12″ N, 44° 40′ 12″ E | 1937              |
| Jabal al-Tair     | 244 m    | 15° 33′ 00″ N, 41° 49′ 00″ E | 2007              |
| Jabal el-Marha    | 2 650 m  | 15° 16′ 48″ N, 44° 13′ 12″ E | Holocène          |
| Jabal Hamman Demt | 1 500 m  | 14° 03′ 00″ N, 44° 45′ 00″ E |                   |
| Jabal Haylan      | 1 550 m  | 15° 25′ 48″ N, 44° 46′ 48″ E | 1200 BC           |